# Hvězdárna

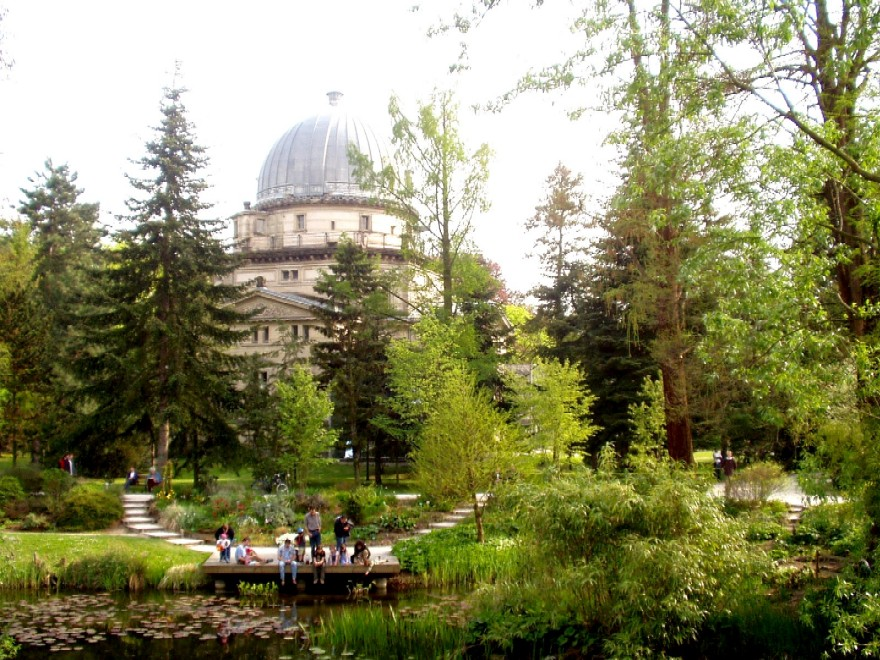
Hvězdárna ve Strasbourgu

Hvězdárna nebo astronomická observatoř je místo, které se využívá k pozorování dějů na nebeské sféře.

## Vybavení
Dříve mohlo být vybavení hvězdárny velmi skromné, stačil sextant pro měření vzájemných úhlových vzdáleností hvězd nebo soustava kamenů, které upozorňovala na důležité astronomické události. Moderní hvězdárně obvykle mívá jeden nebo více dalekohledů na speciální montáži. Ty bývají umístěny v otáčivých a otevíratelných kupolích. Od 40. let 20. století se staví také radioteleskopy, které umožňují detekovat radiové signály z vesmíru.

## Známé hvězdárny
Známé velké hvězdárny jsou například na Mauna Kea na Havaji nebo Paranal v Chile. V Česku jsou známé profesionální hvězdárny na Kleti u Českých Budějovic nebo v Astronomickém ústavu v Ondřejově nedaleko Prahy. V bývalém Československu byla také velmi rozsáhlá síť tzv. lidových hvězdáren (určených k popularizaci astronomie), ta ale po roce 1989 prořídla.

## Seznam hvězdáren v Česku
Po roce 2000 fungují na území Česka tyto hvězdárny:
- Hvězdárna Ondřejov
- Hvězdárna barona Artura Krause, Pardubice
- Hvězdárna a planetárium Brno
- Planetárium Ostrava, Ostrava
- Hvězdárna a planetárium Plzeň (od r. 2016 Hvězdárna v Rokycanech a Plzni)
- Hvězdárna Boleslava Tecla při DDM Moravská Třebová
- Hvězdárna dr. Antonína Bečváře, Most
- Hvězdárna Františka Pešty, Sezimovo Ústí
- Centrum přírodních věd – Hvězdárna Jičín
- Hvězdárna Kleť
- Hvězdárna Kunžak
- Hvězdárna Prostějov
- Hvězdárna prof. Františka Nušla v Jindřichově Hradci
- Hvězdárna Tábor
- Hvězdárna Turnov
- Hvězdárna Valašské Meziříčí
- Hvězdárna Veselí nad Moravou
- Hvězdárna Vsetín
- Hvězdárna Vyškov
- Hvězdárna Zlín
- Hvězdárna Ždánice
- Hvězdárna Žďár nad Sázavou
- Hvězdárna Žebrák
- Úpická hvězdárna
- Štefánikova hvězdárna, Praha
- Hvězdárna Ďáblice, Praha
- Hvězdárna a planetárium Hradec Králové
- Hvězdárna a planetárium Uherský Brod
- Hvězdárna a planetárium Teplice
- Hvězdárna v Rokycanech (od r. 2016 Hvězdárna v Rokycanech a Plzni)
- Hvězdárna Vlašim
- Lidová hvězdárna Josefa Sadila, Sedlčany
- Hvězdárna Benátky nad Jizerou
- Hvězdárna města Mladá Boleslav